# إنوس كابل
إنوس كابل (بالإنجليزية: Enos Cabell) هو لاعب كرة قاعدة أمريكي، ولد في 8 أكتوبر 1949 في فورت رايلي في الولايات المتحدة.

## وصلات خارجية
- إنوس كابل على موقع دوري كرة القاعدة الرئيسي (الإنجليزية)
- إنوس كابل على موقعبيزبول رفرنس.كوم (الدوري الرئيسي) (الإنجليزية)
- إنوس كابل على موقعبيزبول رفرنس.كوم (الدوري الثانوي) (الإنجليزية)
- إنوس كابل على موقع إي إس بي إن.كوم (أم.أل.بي) (الإنجليزية)